# Bhubaneswar
Bhubaneswar (Oriya ଭୁବନେଶ୍ୱର Bhubanēśẇara) ist die etwa 850.000 Einwohner zählende Hauptstadt des ostindischen Bundesstaates Odisha. Mit rund 35 alten und hunderten neuen Hindutempeln gilt Bhubaneswar als „Stadt der Tempel“. Die Stadt ist überdies Sitz eines katholischen Erzbistums.

## Lage
Bhubaneswar liegt auf einer Höhe von ca. 30 bis 50 m ü. d. M. auf dem Westufer des Mahanadi-River etwa 70 km (Fahrtstrecke) nördlich der Küstenstadt Puri bzw. des weltberühmten Sonnentempels von Konark. Die alte Festungsstadt Sisupalgarh liegt nur etwa 10 km südöstlich, der Chausath-Yogini-Tempel von Hirapur befindet sich etwa 6 km südöstlich an der Straße nach Puri.

## Bevölkerung
Gemäß der Volkszählung des Jahres 2011 besteht die durch Zuwanderung aus den ländlichen Regionen immer noch zunehmende Bevölkerung zu etwa 95 % aus Hindus und nur zu gut 3 % aus Moslems; den Rest bilden andere religiöse Minderheiten wie Buddhisten, Jains, Sikhs und Christen, deren Anteil jeweils bei unter 1 % liegt. Man spricht die Regionalsprache Odia und auch Englisch und Hindi. Wie in Indien üblich, liegt der männliche Bevölkerungsanteil um ca. 10 % höher als der weibliche. Ein Großteil der Menschen sind Analphabeten.
| Jahr      | 1951   | 1961   | 1971    | 1981    | 1991    | 2001    | 2011    |
| Einwohner | 16.512 | 38.211 | 105.491 | 227.525 | 411.452 | 648.032 | 843.402 |

## Wirtschaft, Universitäten etc.

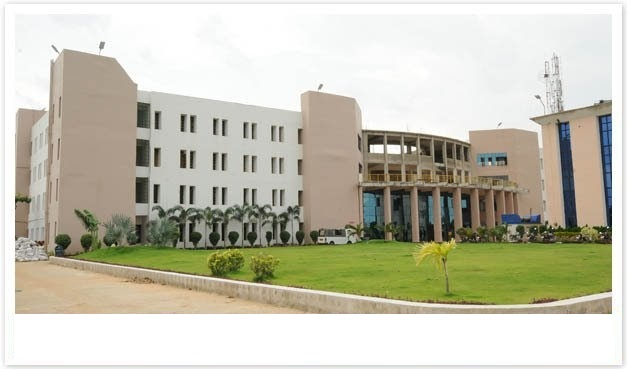
Institute of Management & Information Science (IMIS)

Vor allem in den Jahren nach 1990 erfuhr die Stadt einen Modernisierungsschub und viele kleinere und mittlere Unternehmen siedelten sich an. Bhubaneswar verfügt über den Flughafen Bhubaneswar (Biju Patnaik Airport, IATA-Code: BBI, ICAO-Code: VEBS), einen Hauptbahnhof an der Strecke Haora beziehungsweise Kalkutta – Chennai mit Verbindungen nach Mumbai, Ahmedabad, Delhi und Hyderabad, drei Universitäten (darunter die Utkal University, die 1943 gegründete älteste Universität Odishas) und andere Ausbildungsstätten von regionaler und im Fall des Xavier Institute of Management (XIMB) auch von überregionaler Bedeutung. Der Tourismus und der gesamte Dienstleistungssektor spielen inzwischen eine wichtige Rolle im Wirtschaftsleben der Stadt. Im Jahr 2014 stufte die Weltbank Bhubaneswar als besten Unternehmensstandort Indiens ein.

## Geschichte
Historische Namen der Stadt lauteten Toshali, Kalinga Nagari, Nagar Kalinga, Chakra Kshetra, Ekamra Kanan, Ekamra Kshetra u. a.; der heutige Name leitet sich ab von Tribubaneswar, was so viel bedeutet wie „Herr der Drei Welten“, ein Ehrenname Shivas. Die Gegend gehörte zum Kalinga-Reich, welches von Kaiser Ashoka um das Jahr 260 v. Chr. unterworfen wurde; aus dieser Zeit stammt das Kalinga-Edikt von Dhauli. Etwa gleichzeitig entstanden die buddhistischen Höhlenklöster von Udayagiri und Khandagiri. Vom 8. bis 14. Jahrhundert beherrschten die Nachfolger der Kalinga-Könige, die Östliche-Ganga-Dynastie, erneut weite Teile des Landes und erbauten die außergewöhnlich imposanten und kunstreich gestalteten Tempel der Stadt und ihrer Umgebung. Danach versank die Stadt erneut in der Bedeutungslosigkeit. Diese Situation änderte sich allmählich nach der Unabhängigkeit Indiens im Jahr 1947; bereits zu der Zeit entwarf der deutschstämmige Architekt Otto Königsberger die weiträumigen Pläne für den Bau der im Norden und Nordwesten des alten Stadtzentrums gelegenen Neustadt, die jedoch von seinen Nachfolgern nur zum Teil umgesetzt wurden.

## Sehenswürdigkeiten

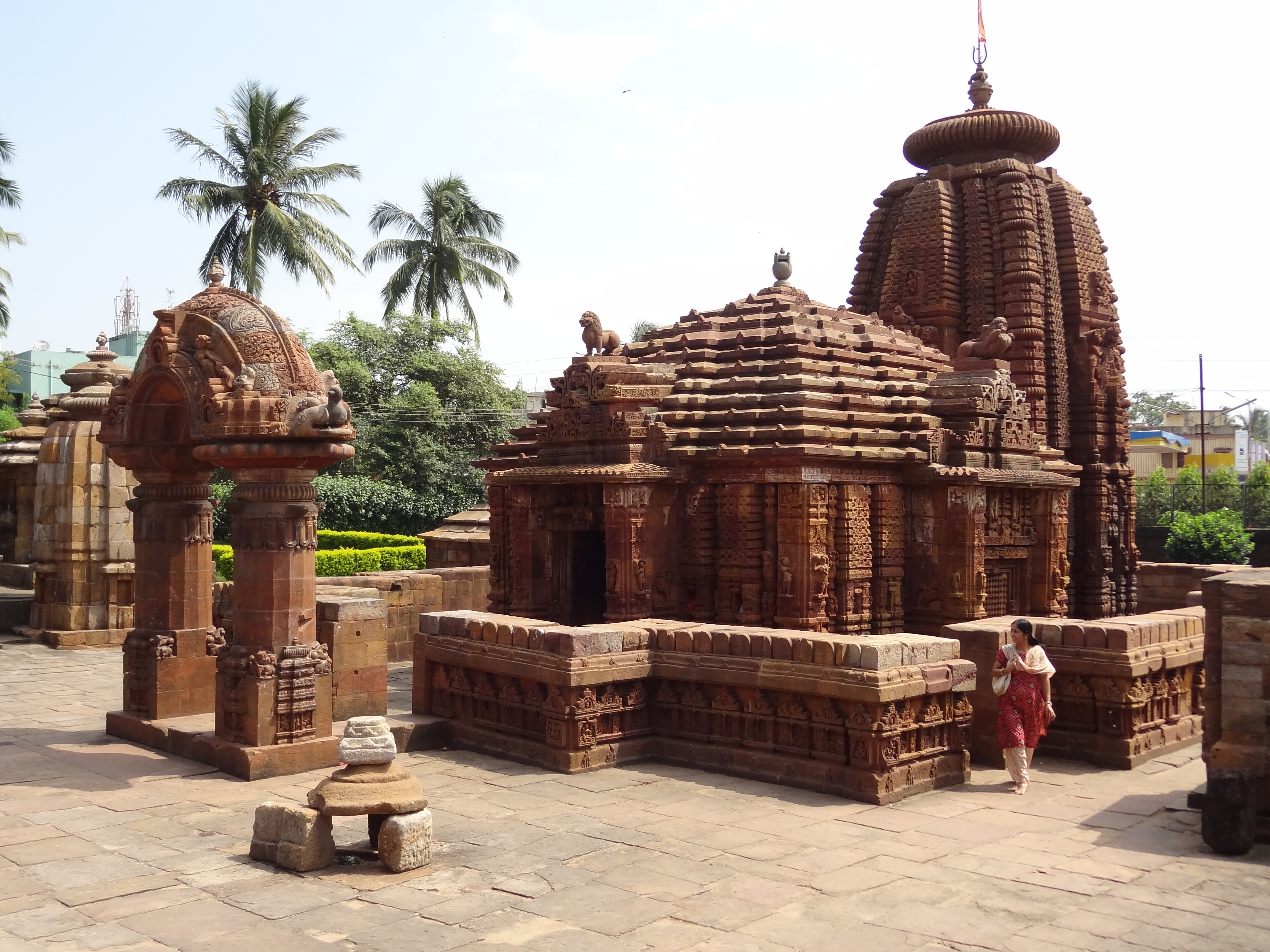
Mukteswar-Tempel

Bhubaneswar verfügt über ca. 35 für die Geschichte der hinduistischen Tempelbaukunst Ostindiens überaus bedeutsame Tempel, die zumeist dem Hindu-Gott Shiva geweiht sind: Der Parasuramesvara-Tempel entstand im 7. Jahrhundert, der Vaital Deul-Tempel im 7. oder 8. Jahrhundert, der Mukteswar-Tempel um 970 und der Brahmeswara-Tempel um 1060. Der alles überragende und in seiner Bedeutung dem Jagannath-Tempel von Puri oder dem Sonnentempel von Konark kaum nachstehende Lingaraja-Tempel gehört in die Zeit um 1100. Allen genannten Tempeln gemeinsam sind der steilaufragende Turmaufbau (rekha-deul) über der Cella (garbhagriha) und die architektonische Gliederung in einen Sanktumsbereich mit dem Kultbild (zumeist ein Shiva-Lingam) und einer davor befindlichen Versammlungshalle (jagamohana); lediglich der Vaital Deul-Tempel hat einen breitgelagerten und eher südindisch anmutenden Dachaufbau. Der Akhadachandi-Tempel ist der Gottheit Durga geweiht.
Das Odisha State Museum gehört zu den bedeutendsten Regionalmuseen Indiens. Seit 2018 gibt es mit dem Odisha Crafts Museum ein Museum, das sich der lokalen Handwerkskunst widmet.
Im Süden und Südosten der Stadt befinden sich die Ruinen von Sisupalgarh sowie die Dhauli-Hills mit dem Felsedikt Kaiser Ashokas und dem neuzeitlichen Shanti-Stupa; viel besucht sind auch die nahegelegenen Udayagiri- und Khandagiri-Höhlen. Der Chausath-Yogini-Tempel von Hirapur liegt auf dem Ostufer des Mahanadi-River.

## Klimatabelle
|                       | Jan  | Feb  | Mär  | Apr  | Mai  | Jun   | Jul   | Aug   | Sep   | Okt   | Nov  | Dez  |   |         |
| Mittl. Tagesmax. (°C) | 28,6 | 31,8 | 35,2 | 37,2 | 37,6 | 35,2  | 32,1  | 31,6  | 32,0  | 31,7  | 30,2 | 28,4 | ⌀ | 32,6    |
| Mittl. Tagesmin. (°C) | 15,6 | 18,6 | 22,4 | 25,1 | 26,5 | 26,2  | 25,3  | 25,2  | 24,9  | 23,0  | 18,8 | 15,3 | ⌀ | 22,3    |
|                       |      |      |      |      |      |       |       |       |       |       |      |      |   |         |
| Niederschlag (mm)     | 13,3 | 24,9 | 24,7 | 30,5 | 69,0 | 203,0 | 326,0 | 371,5 | 268,5 | 192,2 | 39,2 | 4,7  | Σ | 1.567,5 |
|                       |      |      |      |      |      |       |       |       |       |       |      |      |   |         |
| Sonnenstunden (h/d)   | 8,2  | 8,3  | 7,7  | 8,0  | 7,8  | 4,7   | 3,5   | 4,1   | 5,0   | 7,2   | 7,3  | 8,2  | ⌀ | 6,7     |
|                       |      |      |      |      |      |       |       |       |       |       |      |      |   |         |
| Regentage (d)         | 1    | 2,7  | 3,3  | 3,6  | 5,3  | 13,5  | 20    | 20,4  | 15,9  | 9,9   | 2,4  | 0,7  | Σ | 98,7    |
|                       |      |      |      |      |      |       |       |       |       |       |      |      |   |         |
| Luftfeuchtigkeit (%)  | 60   | 61   | 63   | 66   | 66   | 74    | 83    | 85    | 83    | 76    | 66   | 60   | ⌀ | 70,3    |

| 15,6 |

| 18,6 |

| 22,4 |

| 25,1 |

| 26,5 |

| 26,2 |

| 25,3 |

| 25,2 |

| 24,9 |

| 23,0 |

| 18,8 |

| 15,3 |

| 15,6 |

| 18,6 |

| 22,4 |

| 25,1 |

| 26,5 |

| 26,2 |

| 25,3 |

| 25,2 |

| 24,9 |

| 23,0 |

| 18,8 |

| 15,3 |

## Persönlichkeiten

### Söhne und Töchter der Stadt
- Mira Nair (* 1957), Filmregisseurin
- Budhia Singh (* 2002), jüngster Marathonläufer der Welt

### Personen, die mit der Stadt in Verbindung stehen
- J. B. S. Haldane (1892–1964), Genetiker, starb in Bhubaneswar
- Nandini Satpathy (1931–2006), Politikerin und Autorin, starb in Bhubaneswar